# Alain Masudi
Alain Masudi Ekakanga (in Israel auch Allen Masudi; * 12. Februar 1978 in Kinshasa) ist ein ehemaliger Fußballspieler aus der Demokratischen Republik Kongo. Masudi war mehrfacher Nationalspieler seiner Heimat.

## Vereinskarriere
Masudi wurde im damaligen Zaire geboren, wuchs aber in Frankreich auf. Seinen ersten Profivertrag schloss er 1997/98 mit dem korsischen Erstligisten SC Bastia, kam jedoch nur in der Ersatzmannschaft zu Einsätzen. Zur Saison 1998/99 wechselte er zum damaligen Zweitligisten Olympique Nîmes. Nach insgesamt 11 Zweitligaeinsätzen (ein Tor) wurde der Erstligist AS Saint-Étienne auf ihn aufmerksam, die ihn während der laufenden Saison Anfang 2000 verpflichteten. Masudi wurde zwar insgesamt in acht Ligaspielen (ein Tor) eingesetzt, konnte sich aber nicht durchsetzen und wurde noch im Jahr 2000 weiter verliehen. Masudi konnte jedoch bei den nächsten beiden Vereinen (Lok Moskau und dem Lausanne-Sports, je vier Ligaspiele, kein Tor) nicht überzeugen.
Erst der SK Sturm Graz war im Sommer 2001 bereit, die geforderte Ablösesumme von 13 Millionen ÖS – umgerechnet etwa eine Million Euro – zu zahlen. Im Herbst 2003 entließ der Verein ihn jedoch, da er wiederholt – ohne vorher um Erlaubnis zu bitten – in seine Heimat gereist war.
Masudi spielte für Graz recht erfolgreich in der österreichischen Bundesliga, er erzielte in insgesamt 49 Spielen elf Tore.
Nach seiner Zeit in Graz stand Masudi kurz beim libyschen Verein Al-Ittihad unter Vertrag, bevor er zur Saison 2004/05 in die israelische Liga wechselte. Nach je einer Saison als Stammspieler bei Hapoel Bnei Sachnin und Maccabi Netanja spielte er bei Maccabi Haifa. Am 14. August 2007 unterschrieb Masudi einen Ein-Jahres-Vertrag für FC Aschdod. Er konnte in Israel bisher in 92 Ligaspielen und 10 Europapokalspielen 13 Tore erzielen (10 in Ligaspielen und drei in Europapokalbegegnungen).
Neben seiner Vereinskarriere spielte Masudi mehrfach für die Nationalmannschaft seiner Heimat; unter anderem nahm er an der Fußball-Afrikameisterschaft 2004 teil.